# Tokolyse
Unter Tokolyse (von griechisch tokos ‚Geburt‘ , und lyein ‚auflösen‘) versteht man die medikamentöse Hemmung der Wehentätigkeit mittels Tokolytika.
Durch Hemmung der Kontraktion der Gebärmutter (Uterus) wird die Wehentätigkeit gehemmt. Indikation sind neben der Verlängerung der Schwangerschaft weheninduzierte Komplikationen unter Geburt. Häufig handelt es sich hierbei um aufsteigende Infektionen der Scheide.
Nach der 34. Schwangerschaftswoche besteht in der Regel keine medizinische Indikation mehr zur Wehenhemmung, da das ungeborene Kind in der Regel genügend ausgereift ist, um eine gute Überlebenschance zu haben. Eine Ausnahme bilden lediglich spezielle Situationen, zum Beispiel Placenta praevia oder Fruchtblasenprolaps.
Die folgenden Medikamente werden zur medikamentösen Tokolyse eingesetzt:
- Beta-2-Sympathomimetika, wie Fenoterol. Bei der intravenösen Gabe ist eine mütterliche Herzfrequenz von 130/min obere tolerable Grenze; empfohlen wird aufgrund der erheblichen Nebenwirkungen nur noch die pulsatile Bolustokolyse.
- Oxytocin-Antagonisten, wie Atosiban. Bei mit den Beta-2-Sympathikomimetika vergleichbarer Effektivität besitzt Atosiban eine verminderte kardiovaskuläre Nebenwirkungspotenz.
- Calciumantagonisten wie Nifedipin. Diese werden in internationalen Leitlinien aufgrund ihrer guten Verträglichkeit und Effektivität vorzugsweise empfohlen.
- hochdosiertes Magnesium ist wegen der häufigen Nebenwirkungen auf Mutter und Kind nicht empfohlen.
- NO-Donatoren, wie Glycerintrinitrat transdermal. In 11 randomisierten Vergleichsstudien zeigten diese eine vergleichbare oder bessere Wirksamkeit als Beta-2-Sympathomimetika bei signifikant geringeren Nebenwirkungen.[1] Eine wichtige Nebenwirkung ist aber zum Beispiel der häufig auftretende „Nitrat-Kopfschmerz“.
- Prostaglandinsynthesehemmer, wie Indometacin oder selektive COX-2-Hemmer. Diese sind sehr effektiv und nebenwirkungsarm, allerdings müssen Kontraindikationen beachtet werden (Ulcusleiden, Asthma bronchiale, Koronare Herzkrankheit). Außerdem darf die Anwendung 48 Stunden nicht überschreiten und nach der 32. Schwangerschaftswoche nicht mehr erfolgen, da die Medikamente plazentagängig sind (Gefahr der Konstriktion des Ductus Botalli, Fruchtwasserreduktion etc.).

Eine formelle arzneimittelrechtige Zulassung zur Tokolyse besitzen in Deutschland und Österreich nur Fenoterol und Atosiban (Stand: April 2013). Fenoterol wird in etwa 95 % der Geburtskliniken angewandt. Jedoch erscheint dieses aufgrund der erheblichen Nebenwirkungen nicht mehr als Mittel der ersten Wahl, sodass andere Off-Label-Präparate Anwendung finden.
Klinische Studien testen die Wirksamkeit von Kalanchoe pinnatum (Bryophyllum). Eine klinische Wirksamkeit konnte bisher nicht nachgewiesen werden.